# Circuito de Albacete
El Circuito de Albacete es un autódromo de 3550 metros de longitud situado al noreste de la ciudad española de Albacete, en la comunidad autónoma de Castilla-La Mancha. Fue inaugurado en 1990 con motivo de albergar una carrera doble del Campeonato Mundial de Superbikes. El circuito es una instalación pública, cuya gestión es realizada por el Consorcio Circuito de Albacete y tiene 7200 asientos de tribuna y 30 000 m² (treinta mil metros cuadrados) de pelouse. Desde finales de 2021 el circuito se encuentra cerrado y sin actividad en pista.
A lo largo de su historia, el Circuito de Albacete ha acogido pruebas de gran envergadura internacional como el Campeonato Mundial de Superbikes, el Campeonato Mundial de Resistencia, el Campeonato de Europa de Motociclismo o el Campeonato de Europa de Camiones, entre muchas otras. Por él han pasado grandes leyendas y figuras del mundo del motor como Michael Schumacher, Sebastian Vettel, Fernando Alonso, Valentino Rossi, Jorge Lorenzo, Marc Márquez o Dani Pedrosa.

## Historia

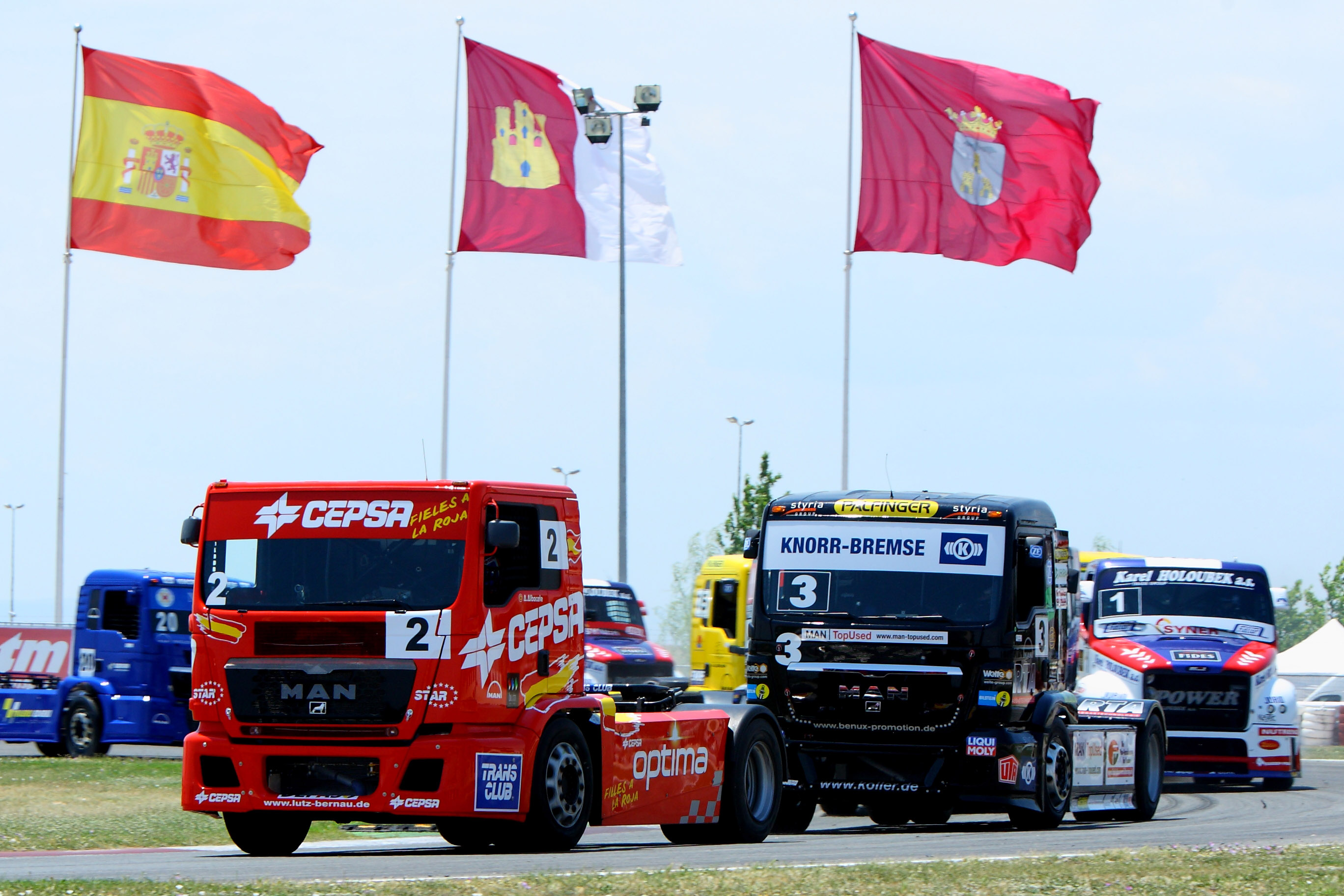
Prueba del Campeonato de Europa de Camiones en el Circuito de Albacete con las banderas de Albacete, Castilla-La Mancha y España de fondo.

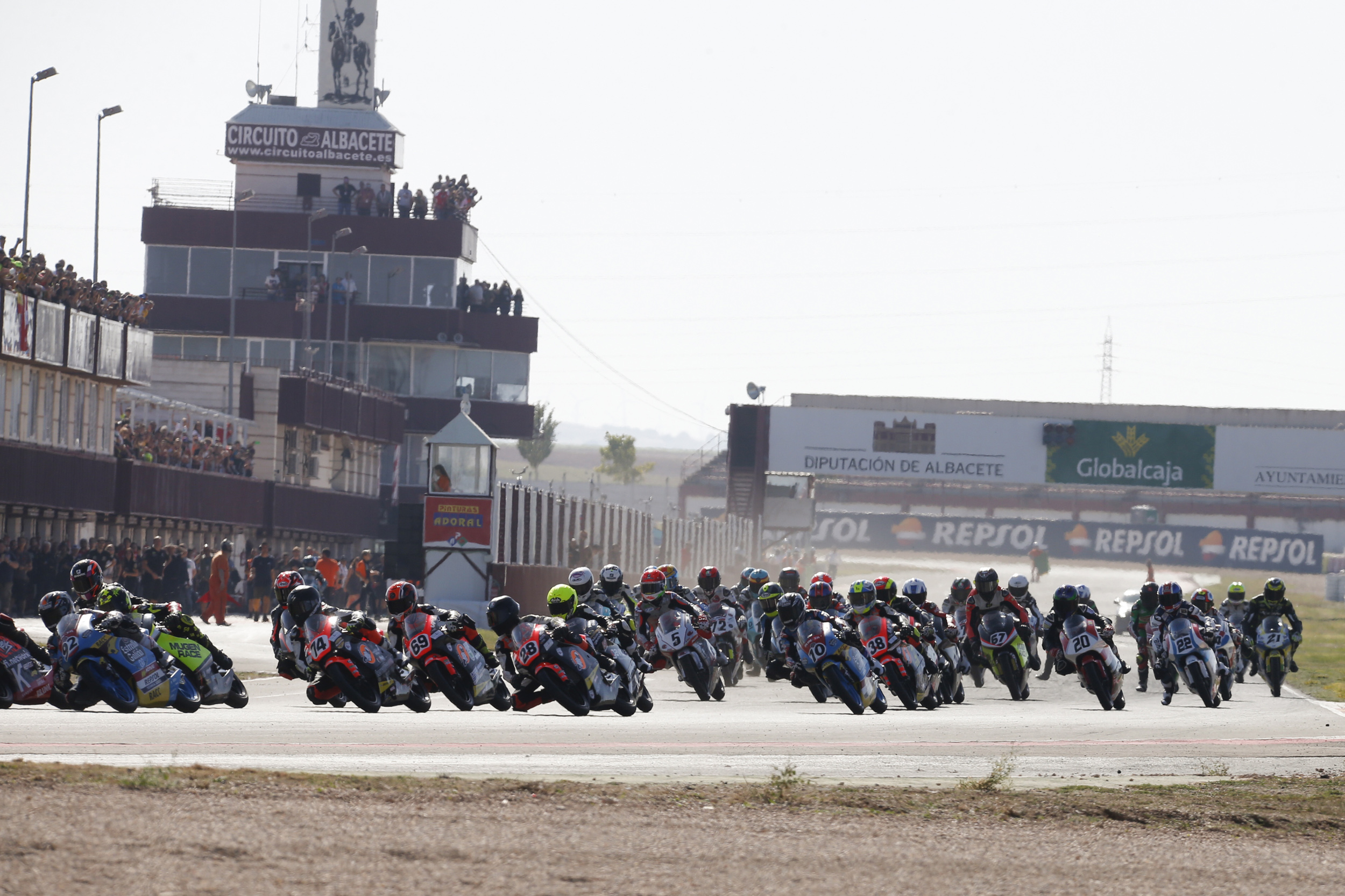
El Circuito de Albacete durante una carrera de motociclismo. La torre de control, a la izquierda.

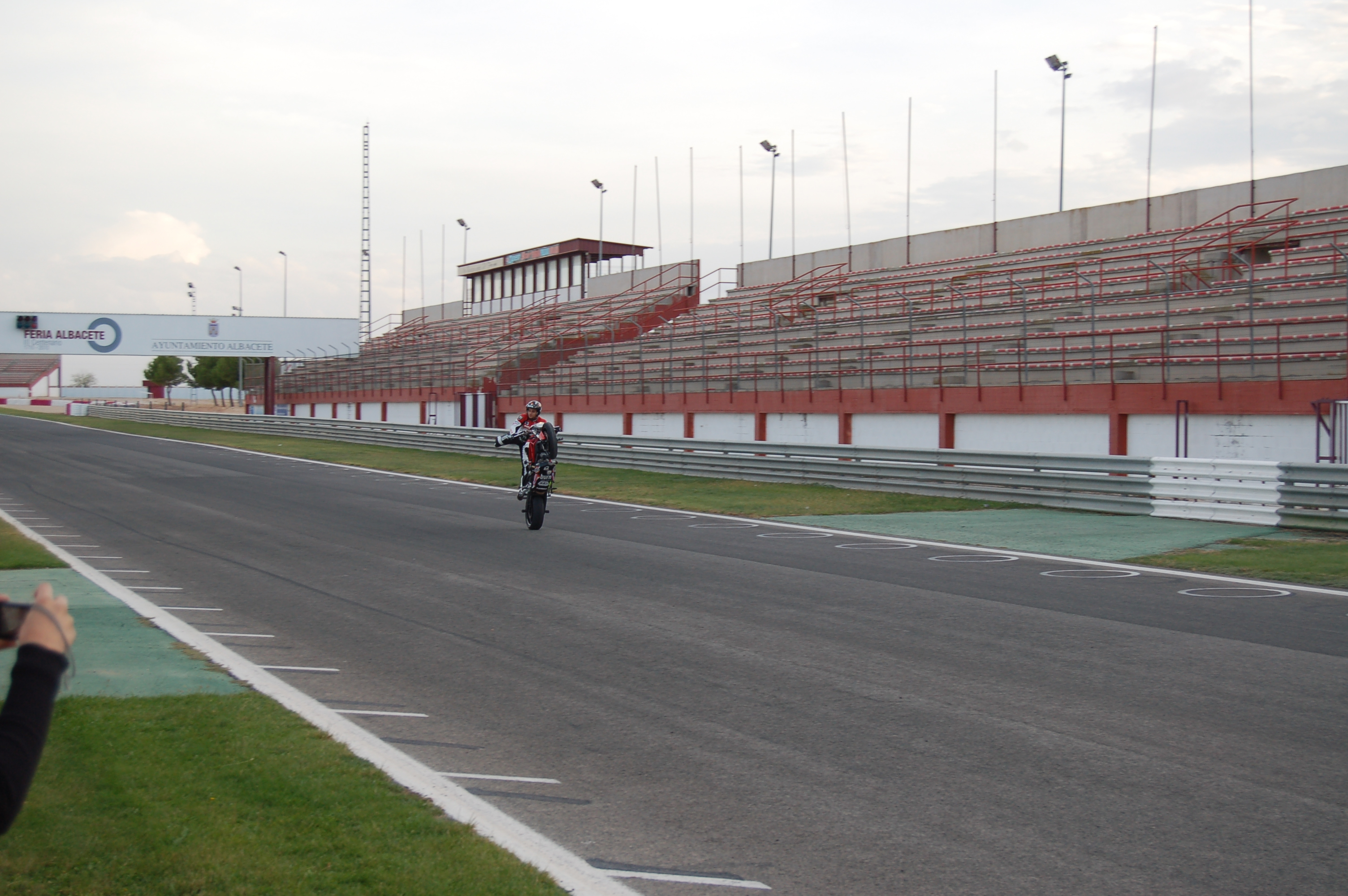
Vista de la recta de meta.

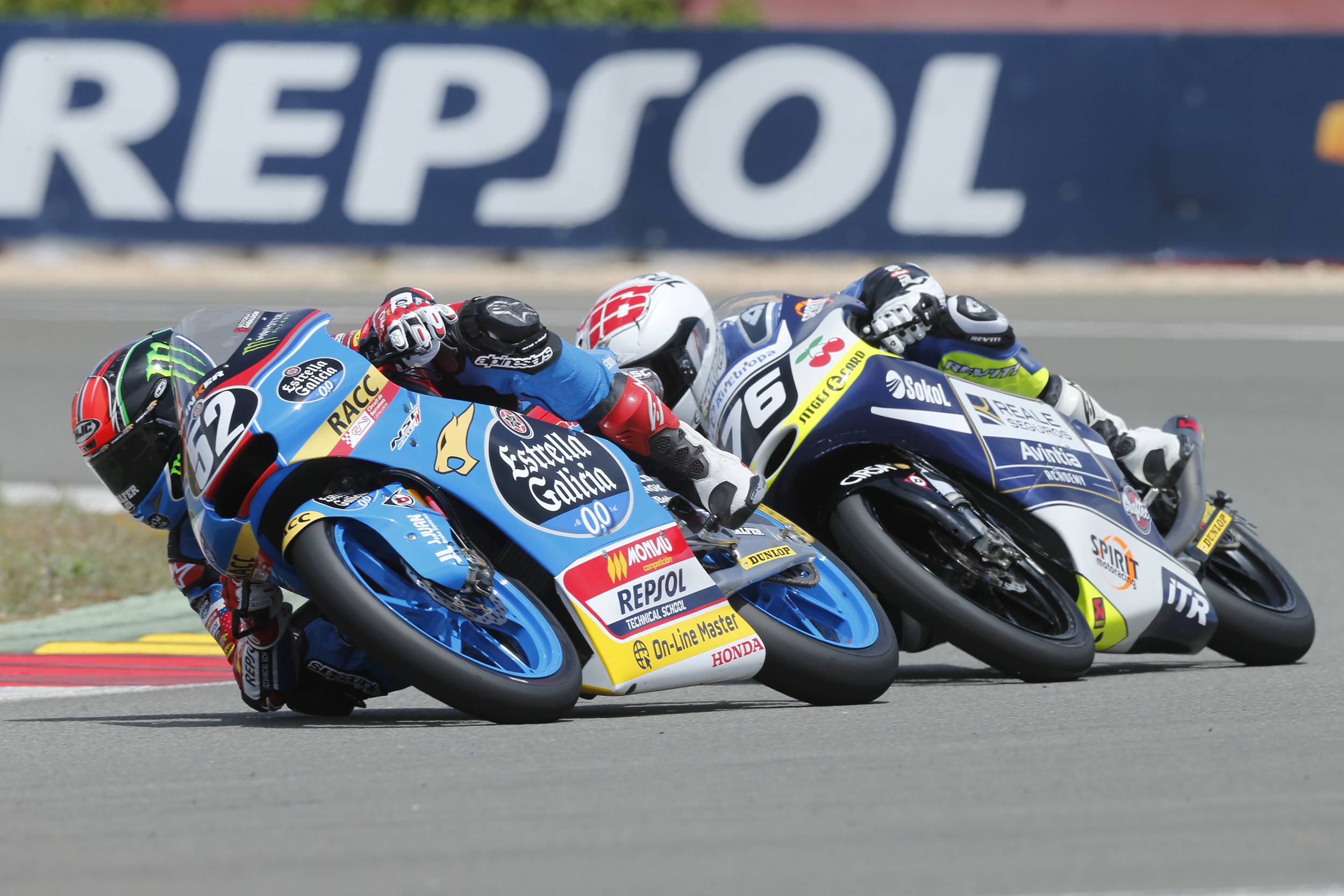
Prueba del FIM CEV International Championship en el Circuito de Albacete.

Albacete es una ciudad con larga tradición en el mundo del motor. Ya antes de la guerra civil española se disputaban competiciones en trazados sin asfaltar. Tras la guerra las carreras de motos eran frecuentes en la ciudad. Los Ejidos de la Feria o el circuito del parque Abelardo Sánchez eran algunos escenarios de las carreras, puntuables para el Campeonato de España de Velocidad. Ante el peligro que suponían fueron interrumpidas en 1968.
Las carreras fueron trasladadas al polígono industrial Campollano, siendo conocidas como Motociclismo Series. Se comenzó a plantear la construcción de un circuito de velocidad permanente. Las últimas carreras en Campollano se celebraron en 1989. El Circuito de Albacete fue inaugurado el 14 de julio de 1990, siendo el cuarto en ponerse en funcionamiento en el país. Su construcción fue financiada a partes iguales por el Consejo Superior de Deportes y por la Junta de Comunidades de Castilla-La Mancha.
En 1992 el Circuito de Albacete albergó una prueba de la Fórmula 3000, antesala de la Fórmula 1 y se convirtió en la sede del Campeonato Mundial de Superbikes, consiguiendo las primeras victorias en el trazado español Aaron Slight y Raymond Roche. 1999 fue el último año en el que el Campeonato Mundial de Superbikes se celebró en el Circuito de Albacete, consiguiendo la victoria Noriyuki Haga y Colin Edwards.
Entre 2003 y 2011 albergó el Campeonato Mundial de Resistencia. En 2012 dejó de celebrar el Campeonato de Europa de Camiones debido a la crisis económica. A principios del siglo XXI el circuito se convirtió en la sede única y permanente del Campeonato Europeo de Motociclismo.
Dos años después de varios despidos y recortes de plantilla, el Circuito de Albacete fue remodelado en 2014. La reforma consistió en el reasfaltado del trazado que pasó a tener 3.550 metros por los 3.539 con los que contaba hasta entonces, e incluyó, la mejora de varias escapatorias y la ampliación y modernización de los boxes.
La falta de mantenimiento de las instalaciones durante el periodo de la pandemia y las nulas inversiones públicas para recuperar el circuito a posteriori, han provocado que el circuito se mantenga cerrado y sin actividad desde 2021, alegando el mismo "Problemas para garantizar la seguridad" como motivo principal.

## Datos sobre el Trazado
El circuito primario o principal es de 3550 m (metros). Tiene 14 curvas de las cuales ocho son con sentido de giro a la derecha y seis con giro a la izquierda. El radio mínimo de curva es de 30 m en el punto kilométrico 0,925 de los circuitos primario y secundario. El radio máximo de curva es de 202  en el punto kilométrico 0,55 del circuito primario y secundario. La rampa máxima es de 2 en el punto kilométrico 1698 con 25 m de longitud. La pendiente máxima de bajada es de 9 en el punto kilométrico 3325 con 289 m de longitud. El peralte máximo es de 2,5 en los centros de la curvas, y el mínimo de 1,5 en la recta.
Antes de la remodelación de 2014 se podía dividir el trazado en dos circuitos independientes de 2237,183 m y de 1336,498 m. El ancho de la pista es de 10 m, excepto en la recta de salida, que es de 12 m. La longitud de la recta de salida es de 595.25 m. El circuito secundario tenía ocho curvas de las cuales cinco eran con sentido de giro a la derecha y tres con giro a la izquierda. El circuito terciario tenía seis curvas, de ellas cinco con giro a la derecha y una con giro a la izquierda.
|                               |
| Trazado principal (1990–2014) |

|                           |
| Trazado principal (2015-) |

Obras importantes
- 1990: Inauguración.
- 2014-2015: Remodelación del sector 1 y de la chicane de la curva 13. Ampliación de los boxes. Ampliación de las escapatorias de las curvas 3, 4, 5, 6 y 13. Asfaltado de las escapatorias 1, 4, 6 y 13.[12]
- 2023-2024: Adición de arcenes de hormigón en todo el trazado. Ampliación de la escapatoria de la curva 14. Cambio de los neumáticos de las escapatorias.[13]

### Homenajes
- Curva 1: Bernard Tramont, piloto francés de rallyes, 2 veces campeón de España, fallecido en 1994.
- Curva 3: Jorge Martínez Aspar, piloto valenciano de motociclismo, 3 veces campeón del mundo en 80cc y 1 en 125cc.
- Curva 4: Ángel Nieto, piloto madrileño de motociclismo, 7 veces campeón del mundo en 125cc y 6 en 50cc, fallecido en 2017.
- Curva 6: Valentín Requena, comentarista manchego de motociclismo de RTVE (conocida también popularmente como Curva del Restaurante).
- Curva 7: Jordi Gené, piloto catalán de automovilismo, campeón de España del CET.
- Curva 8: Antonio Albacete, piloto madrileño de automovilismo, 3 veces campeón de Europa de camiones y 15 campeón de España de camiones.
- Curva 10: La Torrecica, centro penitenciario situado en el exterior de la curva.
- Curva 11: Fernando Navarrete, piloto manchego de automovilismo.
- Curva 14: Santiago Herrero, piloto madrileño de motociclismo, campeón de España, fallecido en 1970.[14][15]

## Instalaciones y monumentos

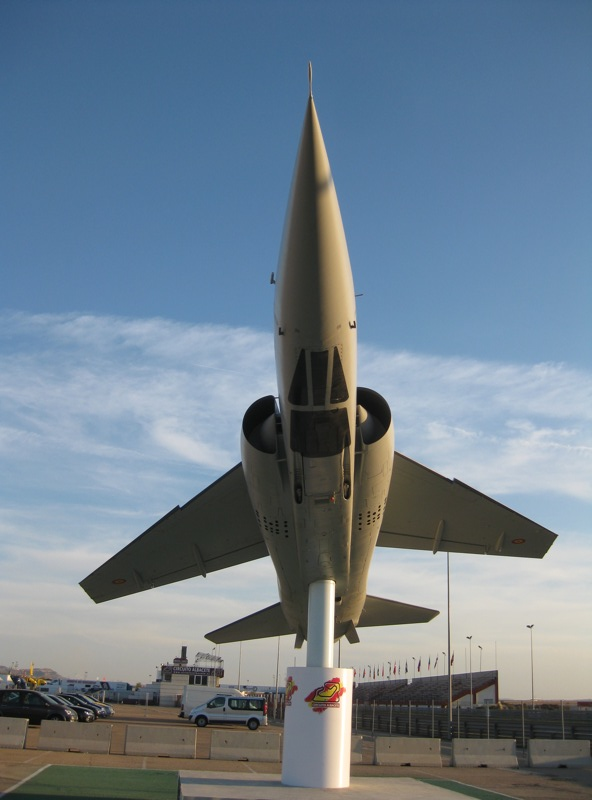
Vista del Mirage F-1 del paddock del Circuito de Albacete.

La totalidad del trazado disponía de iluminación, lo que permitió durante los años en que el circuito se encontraba económicamente saludable, la realización de pruebas nocturnas.
Dispone de dos pistas para cursos de formación, una de ellas deslizante y la otra para 4 × 4, teniendo la primera una longitud de 1200 m (metros), lo que la convierte en una de las mayores pistas escuela deslizante des España.
En 2009 el Museo de Aeronáutica y Astronáutica de España del Ejército del Aire, gestionado por el Ministerio de Defensa, cedió un Mirage F-1 al Circuito de Albacete para su exposición permanente en el paddock como símbolo de las buenas relaciones entre la Base Aérea de Los Llanos y el Circuito de Albacete.

## Otros datos
Fue utilizado como set de rodaje en secreto de la campaña publicitaria de Movistar "Somos Azules" con Dani Pedrosa y Sete Gibernau cuando la empresa cambió la línea gráfica y creó el logo de la "M".
El circuito ha aparecido en varias ocasiones en videojuegos como la saga Castrol Honda Superbike 2000, así como en otros videojuegos como Evolution GT.

## Competiciones
- FIM CEV Repsol International Championship
- Campeonato Mundial de Motociclismo de Resistencia: 6 horas (2003-2011)
- M.A.C. 90 the race de motociclismo.
- Campeonato de Europa de Camiones, Copa Renault Clio y MINI Challenge España
- Campeonato de España de Motociclismo de Velocidad: 125 cc, Supersport y Extreme.
- Campeonato de España de GT, Campeonato de España de Fórmula 3 y Copas Hyundai.
- Copa de España de Motociclismo de Resistencia (6 horas).
- Campeonato de Cataluña y Valencia de Motociclismo: Open Racc, Supersport, Extreme, Series 600, 125 GP y Pre GP 125.
- Campeonato de Castilla-La Mancha de Automovilismo de Velocidad: Vodafone Cup by SEAT, Legends Cars, Challenge Garbi y Superkarts.
- Campeonato de Castilla-La Mancha de Motociclismo: Supersport, Extreme, 125 cc, Copa Promoción, Clásicas B-C y FI – FII y Cuna de Campeones.
- Campeonato de Europa de Motociclismo
- Campeonato Mundial de Superbikes (1992-1999)